# 42e parallèle sud
Pour les articles homonymes, voir 42e parallèle.

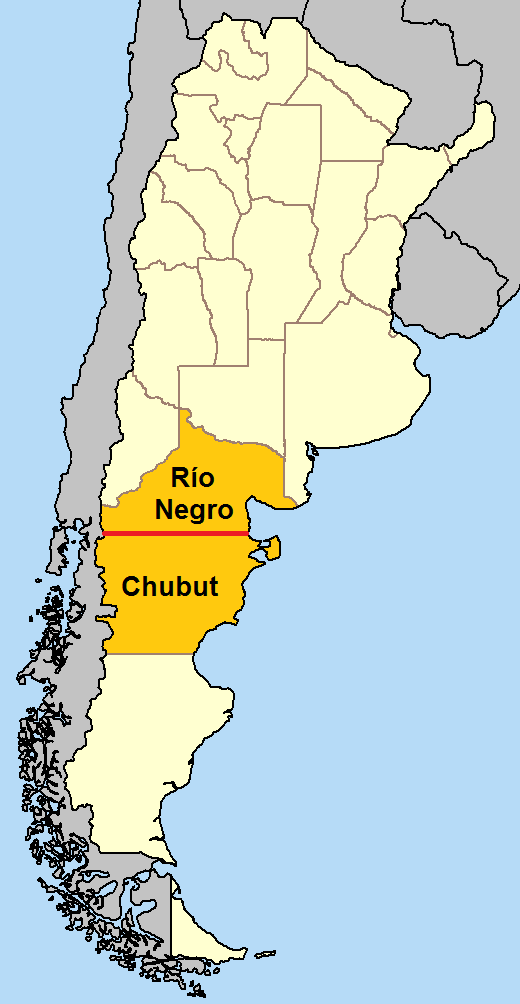
Carte montrant l'emplacement du 42e parallèle sud, définissant la frontière entre les provinces argentines

En géographie, le 42e parallèle sud est le parallèle joignant les points de la surface de la Terre dont la latitude est égale à 42° sud.

## Géographie

### Dimensions
Dans le système géodésique WGS 84, au niveau de 42° de latitude sud, un degré de longitude équivaut à 82,850 km ; la longueur totale du parallèle est donc de 29 826 km, soit environ 74 % de celle de l'équateur. Il en est distant de 4 652 km et du pôle Sud de 5 350 km,.

### Régions traversées
Le 42e parallèle sud passe au-dessus des océans sur environ 96 % de sa longueur.
Le tableau ci-dessous résume les différentes zones traversées par le parallèle, d'ouest en est :
| Zone                          | Début                 | Fin                   | Longueur (km) |
| ----------------------------- | --------------------- | --------------------- | ------------- |
| Océans Atlantique et Indien   | 42° 00′ S, 65° 04′ O  | 42° 00′ S, 145° 13′ E | 17 422        |
| Tasmanie                      | 42° 00′ S, 145° 13′ E | 42° 00′ S, 148° 17′ E | 253           |
| Pacifique                     | 42° 00′ S, 148° 17′ E | 42° 00′ S, 171° 24′ E | 1 915         |
| Île du Sud (Nouvelle-Zélande) | 42° 00′ S, 171° 24′ E | 42° 00′ S, 174° 01′ E | 217           |
| Océan Pacifique               | 42° 00′ S, 174° 01′ E | 42° 00′ S, 74° 03′ O  | 9 274         |
| Île de Chiloé                 | 42° 00′ S, 74° 03′ O  | 42° 00′ S, 73° 30′ O  | 46            |
| Golfe de Corcovado            | 42° 00′ S, 73° 30′ O  | 42° 00′ S, 72° 45′ O  | 62            |
| Amérique du Sud               | 42° 00′ S, 72° 45′ O  | 42° 00′ S, 65° 04′ O  | 636           |

## Villes
Les principales villes situées à moins d'un demi-degré de part et d'autre du parallèle sont :
- Australie : Queenstown
- Chili : Castro, Calbuco
- Nouvelle-Zélande : Greymouth, Kaikoura, Westport

## Frontière
En Argentine, le parallèle délimite les provinces de Río Negro et Chubut.